# Provincies van Griekenland

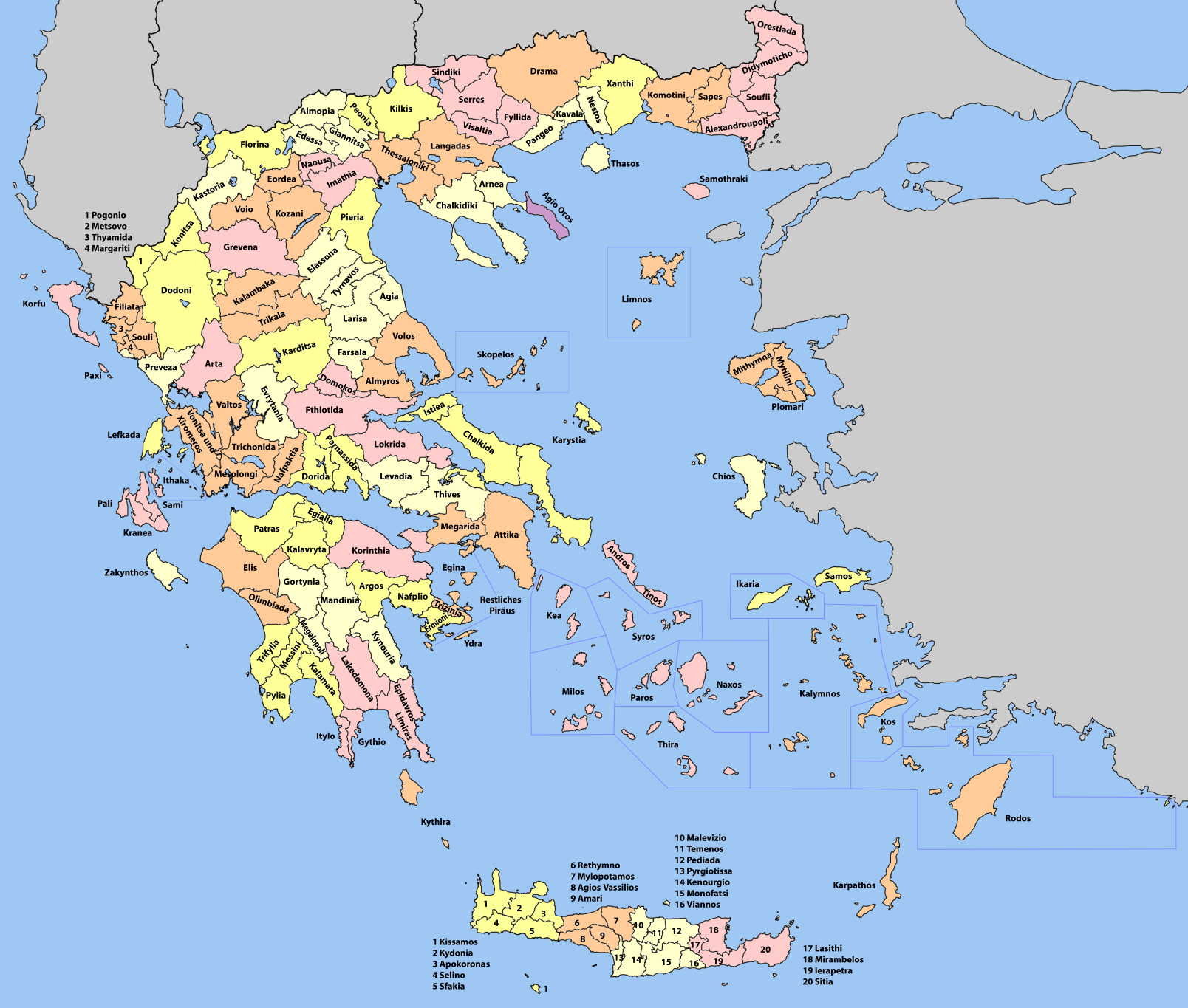
Voormalige provincies (eparchies) van Griekenland.

De provincies van Griekenland ("eparchia") vormden de onderverdeling van de departementen van Griekenland tot 1887. Tot de Tweede Wereldoorlog werden de 139 provincies nog gebruikt voor financiële en politieke doeleinden. Met de toevoeging van de Dodekanesos kwam het aantal op 147. Sinds de verkiezingen van 2006 zijn de provincies verdwenen als administratieve eenheid tussen departement en gemeente.
- Achaea
  - Aigialeia - Aigio
  - Kalavryta - Kalavryta
  - Patras - Patras
- Etolia-Akarnania
  - Mesolongi - Mesolongi
  - Nafpaktia - Nafpaktos
  - Trichonis - Agrinion
  - Valtos - Amfilochia
  - Vonitsa - Vonitsa
- Arcadië
  - Dimitsana - Dimitsana
  - Kynouria - Leonidio
  - Mantineia - Tripoli
  - Megalopolis - Megalopolis
- Argolis
  - Argos - Argos
  - Ermionida - Kranidi
  - Nafplion - Nafplio
- Attica
  - Athene
  - Oost-Attica
    - Attica - Marathon
    - Mesogaea - Koropi
    - Lavreotiki - Lavrion

  - West-Attica
    - Megaris - Megara
    - Eleusis - Eleusis

  - Piraeus
    - Piraeus - Piraeus
    - Aegina - Aegina
    - Kythira - Kythira
    - Salamis - Salamis
    - Hydra & Spetses - Ídhra
    - Troezen - Methana
- Boeotia
  - Thiva - Thebe
  - Livadeia - Livadeia
- Chalcidice
  - Polygyros - Polygyros
  - Arnaia - Arnaia
- Chania
  - Apokoronas - Vamos
  - Kydonia - Chania
  - Kissamos - Kissamos
  - Selino - Kandanos
  - Sfakia - Hora Sfakion
- Korfoe
  - Corfu - Korfoe
  - Paxi - Gaios
- Cycladen
  - Kea - Kea
  - Naxos - Naxos
  - Tinos - Tinos
  - Andros - Andros
  - Syros & Mykonos - Hermoupolis
  - Paros - Paros
  - Milos - Milos
  - Amorgos - Amorgos
  - Santorini - Thera
- Dodecanese
  - Patmos - Patmos
  - Kalymnos - Kalymnos
  - Kos - Kos
  - Rhodes - Rodos
  - Karpathos (provincie) & Kasos - Karpathos
- Elis
  - Ilia - Pyrgos
  - Olympia - Andritsaina
- Euboea
  - Chalkida - Chalkida
  - Istiaeotis - Istiaia
  - Karystiea - Karystos
- Evros
  - Alexandroupoli - Alexandroupoli
  - Didymoteicho - Didymoteicho
  - Soufli - Soufli
  - Orestiada - Orestiada
  - Samothrace - Samothrace
- Iraklion
  - Temenos - Iraklion
  - Malevizion - Agion Myronas
  - Pediada - Kasteli
  - Kenourgion - Moires
  - Pyrgiotissa - Vori
  - Viannos - Pefkos
  - Monofatsi - Pirgos
- Imathia
  - Imathia - Veria
  - Naoussa - Naoussa
- Ioannina
  - Dodoni - Ioannina
  - Konitsa - Konitsa
  - Metsovo - Metsovo
  - Pogonio - Delvinaki
- Kavala
  - Philippi - Kavala
  - Pangaion - Eleftheroupoli
  - Nestos - Chrysoupoli
  - Thasos - Thasos
- Kefalonia
  - Krani - Argostoli
  - Paliki - Lixouri
  - Ithaca - Ithaka
- Kilkis
  - Kilkis - Kilkis
  - Paionia - Goumenissa
- Kozani
  - Kozani - Kozani
  - Eordea - Ptolemaida
  - Voio - Siatista
- Laconië
  - Gytheio - Gytheio
  - Epidavros Liminas - Molaoi
  - Lacedemonia - Sparta
  - Oitylo - Areopoli
- Larissa
  - Farsala - Farsala
  - Larissa agia - Agia
  - Larissa - Larissa
  - Tyrnavos - Tyrnavos
  - Olympos - Elassona
- Lasithi
  - Ierapetra - Ierapetra
  - Sitia - Sitia
  - Mirampellos - Agios Nikolaos
- Lesbos
  - Lemnos - Myrina
  - Mithymna - Mithymna
  - Mytilene - Mytilene
  - Plomari - Plomari
- Magnesia
  - Almyros - Almyros
  - Noordelijke Sporaden - Skopelos
  - Volos & Pelion - Volos
- Messinia
  - Kalamon - Kalamáta
  - Messene - Messene/Messini
  - Pylia - Pylos
  - Trifyllia - Kyparissia
- Pella (departement)
  - Almopia - Aridaia
  - Edessa - Edessa
  - Giannitsa - Giannitsa
- Phocis
  - Doris - Lidoriki
  - Parnassida - Amfissa
- Phthiotis
  - Phthiotis - Lamia
  - Domokos - Domokos
  - Locris - Atalanti
- Preveza
  - Nikopolis & Parga - Parga
  - Preveza - (minus stad en gemeente)
- Rethimnon
  - Rethymno - Rethimnon
  - Agios Vasilios - Spili
  - Amari - Amari
  - Mylopotamos - Perama
- Rodopi
  - Komotini - Komotini
  - Sapes - Sapes
- Samos
  - Ikaria - Agios Kyrikos
  - Samos - Samos
- Serres
  - Serres - Serres
  - Visaltia Province - Nigrita
  - Phyllis Province - Nea Zichni
  - Sintiki Province - Sidirokastro
- Thesprotia
  - Filiates - Filiates
  - Thyamis - Igoumenitsa
  - Margariti - Margariti
  - Souli - Paramythia
- Thessaloniki
  - Thessaloniki - Thessaloniki
  - Lagkadas - Lagkadas
- Trikala
  - Trikala - Trikala
  - Kalambaka - Kalambaka

In onderstaande departementen waren geen provincies:
- Arta
- Chios
- Corinthia
- Drama
- Evritania
- Florina
- Grevena
- Karditsa
- Kastoria
- Lefkada
- Pieria
- Preveza
- Xanthi
- Zakinthos